# Døgnrapport
Døgnrapport er en dansk dokumentarfilm fra 1961 med instruktion og manuskript af Tørk Haxthausen.

## Handling
Ordenspolitiets arbejde som det afspejles i en enkelt døgnrapport fra en politistation i en dansk provinsby.